# Allonectella rubescens
Allonectella rubescens är en svampart som beskrevs av Petr. 1950. Allonectella rubescens ingår i släktet Allonectella och familjen Nectriaceae.   Inga underarter finns listade i Catalogue of Life.